# Sedisvacantisme

Pauselijke embleem tijdens een sedisvacatie. De camerlengo vermeerdert zijn wapen met deze symbolen.

Het sedisvacantisme (sedevacantisme, sedisvacantisten, sedesvacantisten, sedevacantisten, sedisvacatio abnormalis, leegzetelaars) is een stroming onder sommige traditionalistische katholieken die zich tegen de vernieuwingen van het Tweede Vaticaans Concilie (1962-1965) verzetten. Volgens het sedisvacantisme zijn de pausen na Pius XII, die van 1939 tot 1958 regeerde, onrechtmatige en bijgevolg ongeldige bezetters van de Heilige Stoel en het Vaticaan en bestaat er sinds 1958 een buitengewone periode van sedisvacatie. Er zijn echter ook sedisvacantisten die 1963 aannemen als beginpunt van de sedisvacantie. Ten slotte zijn er sedesvacantisten die 21 november 1964 aannemen als beginpunt van de leegheid van Petrus' Stoel.

## Definitie en positie
De wereldwijd verspreide traditionalistische rooms-katholieken die de sedisvacantistische opvatting huldigen, dat er sinds de dood van Pius XII in 1958 - of sinds 1963 met de ondertekening van de constitutie Sacrosanctum Concilium en de encycliek Pacem in terris door Johannes XXIII - of 21 november 1964, datum van de volgens hen ketterse encycliek Lumen Gentium, volgens hen de eerste maal in de geschiedenis van de Kerk dat een Paus openlijk een ketterij verkondigd heeft - geen rechtsgeldige paus meer geweest is tot op heden. Deze buitengewone sedisvacatie van de Heilige Stoel is - volgens hun uitleg - tot stand gekomen door de publieke ketterij waartoe alle "conciliaire pausen" vervallen zouden zijn. Volgens deze sedisvacantisten bevatten bepaalde delen van de decreten van het Tweede Vaticaans Concilie (1962-1965) dwalingen en ook de Nieuwe Mis (Novus Ordo Missae) van Paulus VI vinden zij ketters (neo-protestants en seculier-humanistisch). Met name worden genoemd: de principiële godsdienstvrijheid van Dignitatis humanae (veroordeeld door Pius IX met Quanta Cura), de Nieuwe-Oecumene-idee volgens Unitatis Redintegratio (volgens hen tegengesteld aan onder meer Mortalium Animos, 1928 en Mystici Corporis, 1943), de Verklaring Nostra Aetate (tegengesteld aan het eerste gebod van God), de pastorale constitutie Gaudium et Spes (tegengesteld aan het dogma "buiten de Kerk geen heil") en het heilsuniversalisme van Johannes-Paulus II (encycliek Redemptor Hominis, 1978). Samenvattend wordt er beweerd, dat het modernisme (en soms de Vrijmetselarij) via opeenvolgende onrechtmatigde conclaven beslag heeft weten te leggen op de pauselijke troon.
Het ware pauselijk leergezag (Magisterium) van de Rooms-Katholieke Kerk kan nooit dwalingen verspreiden, dus moeten de pausen sinds Pius XII, volgens het sedisvacantisme, op een of andere manier het pontificaat verloren of nooit op geldige wijze aanvaard hebben. Beroep wordt door de voorstanders van deze buitengewone Sede Vacante-positie gedaan op de bul Cum Ex Apostolatus Officio van paus Paulus IV (1556). De 16e-eeuwse Paulus IV was bang, dat een protestant tot paus gekozen zou kunnen worden. Ook wordt in het sedisvacantisme St. Robertus Bellarminus' werk De Romano Pontifice aangehaald, waarin deze kerkleraar verklaart, dat een ketterse paus automatisch zijn ambt verliest en, dat een publieke ketter nooit paus kan worden. In de Codex Iuris Canonici (kerkelijk wetboek) van 1917 verklaart canon 188, lid 4, dat "wie publiekelijk van het katholiek geloof afvalt" automatisch en zonder enige verklaring door een rechtbank zijn kerkelijk ambt en zijn kerkelijke rechtmatige ambtsuitoefening verliest. Een andere strekking aanvaardt dat een paus openlijk een ketterij kan verkondigen maar dat deze daardoor zijn pausschap door het feit zelf verliest (Priester Eric Jacqmin e.a.).

## Sedisprivationisme
Een aparte substroming van het sedisvacantisme is het sedisprivationisme. De sedisprivationisten (sedeprivationisten) houden weliswaar de positie aan, dat de "concilaire pausen" formáliter geen geldige pausen waren, maar materiáliter wel de Heilige Stoel bezetten en bepaalde besluiten - bijvoorbeeld der benoemingsmacht - wel geldig zijn. Een materiële (conciliaire) paus die opnieuw formeel het katholiek geloof aanneemt, zou volgens deze these opnieuw formeel en volledig paus worden. De Thesis van Cassiciacum van professor Guérard des Lauriers O.P. (later: bisschop) is de kracht achter het sedisprivationisme. Sedisprivationisten worden echter in dit artikel gemakshalve ook sedisvacantisten genoemd, omdat de posities van sedisprivationisme en sedisvacantisme grotendeels samenvallen.
Het "pure" sedisvacantisme beweert, dat de Heilige Stoel ook niet door materiáliter-pausen bezet is, bijgevolg zijn volgens deze theorie ook de kardinaalsbenoemingen ongeldig. Voor een komend conclaaf moet derhalve worden teruggevallen op de waarlijke (traditionalistisch) rooms-katholiek gebleven bisschoppen.

## Siri-these
Er bestaan ook Sedisvacantisten die beweren, dat de keuze van Angelo Roncalli tot paus in 1958 ongeldig was vanwege de dwang die voor het opgeven van de pauselijke troon uitgeoefend werd op kardinaal Giuseppe Siri († 1989). Siri, van wie bekend was dat hij de beschermeling van Pius XII was, zou met een meerderheid gekozen zijn. Door tussenkomst in het Conclaaf van een organisatie van buiten het Conclaaf, zouden met name de Franse kardinalen besloten hebben Siri tot troonsafstand te dwingen. Siri zou reeds gereed gestaan hebben om het volk op het Sint-Pietersplein hem toe te laten juichen. De jure zou hij nooit geldig, want onder dwang, afstand gedaan hebben van het pontificaat. Tot zijn dood in 1989 zou hij dit geheim bij zich gedragen hebben. Tegen een zekere pater Khoat schijnt Siri echter rond 1987 inderdaad toegegeven te hebben de jure (formeel) paus te zijn. Tijdens de conclaven van 1963 en 1978 (2x) zou Siri wederom gekozen zijn en wederom zijn teruggetreden onder diplomatieke druk. Kardinaal Siri heeft altijd alom bekendgestaan als een anti-modernist en hij verklaarde tegenover de media meermaals dat het eeuwen zou duren om te herstellen wat het Tweede Vaticaans Concilie had aangericht.
Gezien het feit dat Siri de nieuwe pausen na 1958 wel opzocht en gewoon bleef fungeren in zijn functie als aartsbisschop van Genua, lijkt deze these uiterst onwaarschijnlijk.
De Siri-these is relatief nieuw en werd vanaf midden jaren 90 binnen sedisvacantistische kringen steeds bekender. In de VS is de these een hot topic, sinds er in 2003 een boek van de hand van een niet-katholieke, gepensioneerde FBI-agent verscheen, die eveneens beweert dat Giuseppe kardinaal Siri gekozen werd en de naam Gregorius XVII aannam.

## Kenmerken
De sedisvacantisten kenmerken zich door het strikte vasthouden aan de Tridentijnse liturgie volgens het missaal van paus Pius V. De H. Mis wordt uitsluitend in het Latijn opgedragen (uitzondering: lezingen en preek). In deze missen wordt niet voor de huidige paus gebeden (niet una cum), wegens zijn vermeende ongeldigheid.
In publicaties wordt vaak felle polemiek bedreven tegen de "conciliaire kerk" (Kerk sinds het Tweede Vaticaans Concilie) en de "niet-pausen" Paulus VI, Johannes-Paulus I, Johannes-Paulus II, Benedictus XVI en Paus Franciscus.
De bisschoppen onder de sedisvacantisten gaan voornamelijk terug op de wijdingslinie van Pierre-Martin Ngo Dinh Thuc, emeritus-aartsbisschop van Hué in Vietnam en broer van de geëxecuteerde Zuid-Vietnamese president Ngo Dinh Diem († 1963). Thuc verklaarde in 1982 in München publiekelijk, dat de Heilige Stoel vacant en Johannes-Paulus II van het katholiek geloof afgevallen is en dus geen rechtsgeldige paus. In 1981 wijdde hij professor en priester Michel Louis-Bertrand Guérard des Lauriers O.P. († 1988) tot bisschop. (Guérard des Lauriers was onder Pius XII een bekende anti-modernistische professor aan de pauselijke Lateranenuniversiteit.) Thuc wijdde hierna nog twee Mexicaanse priesters in 1982 tot bisschop (Moises Carmona, Alfredo Zamora) en kort daarna wijdde hij nog eens twee Amerikaanse priesters (Louis Vezelis O.F.M., George Musey) tot bisschop. Hij werd voor deze bisschopswijdingen vanwege het Vaticaan geëxcommuniceerd. Joseph kardinaal Ratzinger publiceerde de excommunicatie op officiële wijze.
De rooms-katholieke emeritus-bisschop van Arecibo, Alfred Mendez-Gonzalez, wijdde in 1993 mgr. Clarence Kelly tot bisschop voor de de-facto sedisvacantistische Sociëteit van Sint Pius V.
De bisschopswijdingen volgens het nieuwe Pontificale Romanum (18 juni 1968, ingevoerd 1 april 1969) van Paulus VI achten de sedisvacantisten vrijwel unaniem ongeldig of op zijn minst als twijfelachtig (zie de studie Rore-sanctifica).
De meeste sedisvacantisten gaan ervan uit, dat de Kerk van Christus simpelweg voor de eindtijd beproefd wordt en, dat zij de tijd van de "grote geloofsafval" (apostasía, apostasy) die voorafgaat aan de eindstrijd, de antichrist-persoon en de wederkomst van Jezus-Christus beleven, zoals door de apostel Paulus beschreven in de Tweede Brief aan de Thessalonicenzen (2 Thess.). Er wordt van uitgegaan, dat op een dag opnieuw een rechtsgeldige paus zal verschijnen en, dat hij de Rooms-Katholieke Kerk zal herstellen en zuiveren van alle theologische en liturgische dwalingen.

## Sedisvacantisme in België en Nederland
- Het Istituto Mater Boni Consilii (sedeprivationisme) : Sint-Gillis-bij-Dendermonde, Estampuis en Nederlands miscentra in Bergen op Zoom (Noord-Brabant) (Mgr. Geert Stuyver).
- Onafhankelijke sedisvacantisten hebben Belgische miscentra in Drogenbos (Abbé Belmont), in Aalst (Fr. Eric Jacqmin) en in Nederland (Pater Medina-Possos).
- De onafhankelijke Dogmatische Unie heeft miscentra in Nederland in Oldenzaal, Tilburg en Stein (Limburg).

## Sedisvacantisme wereldwijd
Vooral in de Verenigde Staten, Verenigd Koninkrijk, Duitsland, Frankrijk, Mexico, Argentinië en Italië zijn de sedisvacantisten relatief sterk vertegenwoordigd. Er bestaan diverse sedisvacantistische seminaries over de gehele wereld. In Italië is het seminarie van het Istituto Mater Boni Consilii gevestigd te Verrua-Savoia. In München bestaat het Priesterseminar Heilig Blut. In de Verenigde Staten is de Congregatie van Maria Onbevlekte Koningin gevestigd, die in 1969 met instemming van de lokale bisschop opgericht werd. Verder bestaan er de Priesterbroederschap St. Pius V van Clarence Kelly en Most Holy Trinity Seminary van wijlen Anthony Cekada, wijlen Daniel L. Dolan en Mgr. Donald J. Sanborn. Er bestaan verder ook losse verbanden van oude parochiepriesters in Frankrijk, Italië, Oostenrijk etc. die het sedisvacantisme voorstaan. Inmiddels werden er ook diverse kloosters en priorijen opgericht door geestelijken die het sedisvacantisme aanhangen. De stroming lijkt zich wereldwijd in een groeiontwikkeling te bevinden. Jaarlijks worden er nieuwe priesters gewijd en nieuwe kapellen gesticht.

## Bekende sedisvacantisten
Een bekende sedisvacantist is acteur Mel Gibson, wiens vader Hutton een van de leken-grondleggers van het sedisvacantisme was. Recentelijk wijdde een sedisvacantistische priester bij Gibsons villa in Californië een kapel voor de Tridentijnse liturgie in.
In Italië zijn belangrijke politici van het rechtse Lega Nord en de partij Forza Italia sedisvacantist. In Frankrijk zijn er enige politici van het Front National sedisvacantist.
Andere bekende namen zijn: Johannes Rothkranz, Günther Storck, Louis Hubert Remi en Eberhard Heller.

## Traditionalisme en conclavisme
Ten onrechte wordt aan de Priesterbroederschap St. Pius X door de media en een deel van de katholieke pers een Sedisvacantistische opvatting toegeschreven. Deze priesterbroederschap verzet zich echter tegen het sedisvacantisme en zette in 1983 negen Amerikaanse priesters uit haar gelederen, omdat zij weigerden Johannes-Paulus II als geldige paus te erkennen. Feit blijft echter, dat van de gelovigen in de kapellen van de priesterbroederschap een klein deel (heimelijk) sedisvacantist is. Voor deze sedisvacantisten is de priesterbroederschap de dichtstbijzijnde organisatie die geldige rooms-katholieke sacramenten toedient (volgens de oude Latijnse riten).
Ook wordt het sedisvacantisme frequent, ten onrechte, geassocieerd met onder meer de sekte Palmariaans-Katholieke Kerk van tegenpaus Gregorius XVII (1978-2005) ('ziener' Clemente Domínguez y Gómez) in El Palmar de Troya, Spanje. Deze antipaus beweerde door de Maagd Maria in een verschijning te El Palmar de Troya (bij Sevilla, Spanje) te zijn aangewezen om Paulus VI (1963-1978) op te volgen. Reeds in 1976, twee jaar voor de dood van paus Paulus VI, wijdde de bovengenoemde aartsbisschop Ngo Dinh Thuc de later blinde 'ziener' en 'wonderdoener' Gómez tot bisschop. Mgr Thuc was teleurgesteld door de sectaire ontwikkeling van de groep, zwoer deze "grote fout" later openlijk af, deed boete, en verwierp Gómez en diens "Palmariaans-Katholieke Kerk" onmiddellijk, zeker nadat Gómez zichzelf tot 'paus' had laten kronen. Deze kleine groep conclavisten in Palmar de Troya was bovendien vóór 1978 niet het sedisvacantisme toegedaan, maar hing helemaal af van de niet-erkende "Maria"-verschijning van Palmar de Troya en bleef Paus Paulus VI als paus erkennen. In Palmar de Troya ontstond een gigantisch grote, kostbare en prachtige kathedraal die geheel dichtgemetseld is en enkel door aanhangers van de palmariaanse sekte betreden mag worden. Tegenpaus Gregorius XVII (Clemente Domínguez y Gómez) veranderde het Credo, voerde er een nieuwe palmariaanse liturgie in, benoemde jongens tot kardinaal en kondigde allerlei nieuwe dogma's af. In 2005 stierf Clemente Domínguez y Gómez en werd door een van zijn kardinalen opgevolgd. De sekte van Palmar de Troya is inmiddels aangeklaagd wegens pedofilie en homoseksuele schandalen. De palmarianen waren zoals vermeld echter voor 1978 nooit sedisvacantisten noch verbonden met sedisvacantisten: zij erkenden Paulus VI (1963-1978) en vereerden deze zelfs, terwijl de sedisvacantisten hem verwerpen. En ook nu zijn zij het niet: zij hebben hun eigen paus, terwijl sedisvacantisten van een lege zetel in Rome uitgaan.
Enige zeer kleine groepjes sedisvacantisten (10 à 15 personen) zijn echter in de jaren 80 en 90 eveneens overgegaan tot het kiezen van een eigen paus. Zij werden zo net als de sekte van Palmar de Troya conclavisten. Zo bestaat het Kansas-Vaticaan van tegenpaus Pius XIII sinds 1998. Er zijn de laatste decennia enige tientallen zelfbenoemde antipausen geweest (Gregorius XVII, Linus II sinds 1994, Pius XIII, Michael I).
Alle huidige sedisvacantisten, op enige tientallen na, verwerpen deze tegenpausen uitdrukkelijk en willen de terugkeer van een 'traditioneel-katholieke' paus op de Heilige Stoel in Rome.